# Stoßionisation
Bei der Stoßionisation (auch Elektronenstoßionisation, abgekürzt EI) wird ein Atom oder Molekül ionisiert oder in einem Halbleiter ein zusätzliches Paar von Ladungsträgern erzeugt. Stoßpartner ist typischerweise ein in einem äußeren elektrischen Feld beschleunigtes Elektron oder Ion. Auch hochenergetische elektromagnetische Strahlung oder bei genügend hoher Temperatur ein Elektron, Ion oder auch neutrales Atom kann infolge seiner ungeordneten Temperaturbewegung zur Stoßionisation führen.
In Halbleitern können auch Löcher Stoßionisation bewirken. Durch anschließende Rekombination können Leuchterscheinungen im sichtbaren Bereich auftreten.
Durch Stoßionisation kann es zu einer Kettenreaktion kommen, in Halbleitern auch Lawineneffekt genannt, falls die freigesetzten Ladungsträger, bevor sie rekombinieren, im Schnitt mehr als einen weiteren Ionisationsvorgang bewirken. Dieser stromverstärkende Effekt kann erwünscht sein (Zählrohr, Gasentladungslampe) oder unerwünscht (Blitzschlag, NEMP).